# جامع الإمام محمد بن عبد الوهاب (قطر)
جامع الإمام محمد بن عبد الوهاب هو أكبر مساجد قطر. افتُتح في 21 محرم 1433هـ الموافق 16 ديسمبر 2011م، وسمي بذلك تيمنًا بالشيخ محمد بن عبد الوهاب.
بني المسجد على الطابع القطري القديم. وقد وُصِفَ بأنه من أضخم وأكبر وأجمل مساجد قطر.

## الاسم
صدرت تعليمات الشيخ حمد بن خليفة آل ثاني أمير دولة قطر في 13 ديسمبر 2011 بإطلاق اسم الإمام محمد بن عبد الوهاب على أكبر جوامع الدولة. وجاء ذلك في بيان صدر عن الديوان الأميري. وقال البيان "يأتي التوجيه تكريمًا لمكانة الشيخ محمد بن عبد الوهاب، وانعكاسًا لتوجه الدولة في إحياء رموز الأمة وقيمها الحضارية".
ويعد جامع الإمام محمد بن عبد الوهاب واحدًا من أكبر المشروعات التي اضطلعت الدولة بإنجازها، وأكثرها نفعا للمجتمع، كمقصد للعبادة والتعلم.

## الموقع
يقع جامع الإمام محمد بن عبد الوهاب في منطقة الجبيلات، إلى الشمال من وسط مدينة الدوحة. وتضم أرضُ الجامع (ومساحتها تزيد عن 175 ألف متر مربع) حدائقَ تزينية، ومواقف مكشوفة ومغطّاة للسيارات، ومبنى الخدمات، ومبنى الجامع نفسه.

## البنية
يتكون جامع محمد بن عبد الوهاب من:
- 1- القبو:

ويشمل مكان الوضوء وحمامات الرجال، بالإضافة إلي جزء للماكينات، وتبلغ مساحته حوالي 3853م2.
- 2- الدور الأرضي:

ويتكون من صالة الصلاة الرئيسة للرجال، ومكان مخصص لوضوء السيدات بالإضافة إلى المكان المخصص لوضوء وحمامات ذوي الاحتياجات الخاصة، وتبلغ مساحته حوالي 12117م2.
- 3- المشرف:

يتكون المشرف من مكان لصلاة السيدات ومكان إضافي لصلاة الرجال، بالإضافة الي مكتبة وصالتين لتحفيظ القرآن الكريم، إحداهما للرجال والأخرى للسيدات، وتبلغ مساحته حوالي 2594م2.
- 4- مواقف السيارات المغطاة:

تسع حوالي 347 سيارة، وتبلغ مساحتها 14877م2.
- 5- منطقة كبار الزوار:

ومساحتها حوالي 650م2.
ويبلغ إجمالي المساحة المخصصة للمشروع حوالي 175164م2، وإجمالي المساحة المغطاة 27644م2، ونسبة المساحة المغطاة من مساحة المشروع 15.8%.
يتسع الجامع داخل الصالة المكيفة لحوالي 11000 مصلٍّ، والصالة المكيفة المخصصة للسيدات تتسع لحوالي 1200 مصلية، ويمكن الصلاة في صحن المسجد وفي الساحة الأمامية للمسجد، ويستوعبان 30000 مصل.
وبالجامع عدد من القباب ومنارة واحدة، أما القباب الكبيرة فعددها 28 قبة، والقباب الصغيرة عددها 65، وللمحراب قبتان وللجامع ثلاث بوابات رئيسية ولصالة الصلاة 17 بوابة.

## أولى الصلوات
- أول صلاة تقام بجامع الإمام محمد بن عبد الوهاب كانت صلاة الجمعة.
- أول صلاة تراويح وصلاة تهجد كانت عام 1433هـ = 2012م.
- أول صلاة عيد تقام كانت عام 1433هـ.
- أول صلاة استسقاء كانت يوم الثلاثاء 4 ديسمبر 2012م، مع جمع من المواطنين والمقيمين، إحياء لسنة النبي صلى الله عليه وسلم. وأمَّ المصلين وألقى الخطبة الشيخ د. محمد بن حسن المريخي.

## أبرز الأئمة
في شهر رمضان عام 1433هـ
- الشيخ عبد الله بصفر
- الشيخ محمد عبد الكريم
- الشيخ سعد الغامدي
- الشيخ فارس عباد
- الشيخ عامر المهلهل
- الشيخ فهد الكندري (شارك في صلاة التهجد فقط بخمسة ليالٍ).
- الشيخ عبد المجيد الأركاني (شارك ليلة واحدة من رمضان لصلاة الوتر والدعاء).

وقد شارك أربع قراء قطريون، وهم:
- القارئ مال الله الجابر
- القارئ تركي عبيد مهران
- القارئ محمد يحيى طاهر
- القارئ يوسف أحمد عاشير

في شهر رمضان عام 1434هـ
إضافة إلى القراء القطريين الأربعة، شارك أيضًا:
- الشيخ عبد الولي الأركاني (من ليلة 1 إلى ليلة 5).
- الشيخ إدريس أبكر (من ليلة 6 إلى ليلة 10).
- الشيخ محمد عبد الكريم (من ليلة 11 إلى ليلة 15).
- الشيخ سعد الغامدي (من ليلة 16 إلى ليلة 20).

## أبرز الخطباء
وممن ألقى وخطب في هذا الجامع:
- الشيخ حسين بن عبد العزيز آل الشيخ (إمام وخطيب المسجد النبوي الشريف)
- الشيخ يوسف القرضاوي
- الشيخ كريم راجح
- الشيخ محمد بن موسى الشريف
- الشيخ محمد العوضي
- الشيخ عمر عبد الكافي
- الشيخ محمد يسري إبراهيم
- الشيخ ناصر العمر
- الشيخ محمد عبد الكريم (القارئ المعروف)
- الشيخ محمد الهبدان
- الشيخ سعد الشثري
- الشيخ سعيد بن مسفر
- الشيخ إبراهيم بن عبد الله الدويش
- الشيخ عبد الرحمن عبد الخالق
- الشيخ طارق الحواس
- الشيخ عبد المحسن الأحمد
- الشيخ راشد الزهران
- الشيخ خالد البكر
- الشيخ سعد عتيق

## وصلات الخارجية
- افتتاح جامع الإمام محمد بن عبد الوهاب الأكبر في قطر
- موقع الجامع الإمام محمد بن عبد الوهاب على يوتيوب غير رسمي
- موقع جامع الإمام محمد بن عبد الوهاب
- بإذن الله أسماء قراء جامع الإمام محمد بن عبد الوهاب خلال شهر رمضان المبارك 1434هـ الموافق 2013 م
- جامع الإمام محمد بن عبدالوهاب خلال الشهر الفضيل 1434هـ الموافق 2013 م بإذن الله جامع الإمام محمد بن عبد الوهاب  على فيسبوك.
- قطر ولادة ولم تعقم عن إنجاب الأئمة